# Church Hill, Maryland
Church Hill är en ort i Queen Anne's County i delstaten Maryland, USA.